# Олешня (Курська область)
Олешня (рос. Олешня) — хутір в Суджанському районі Курської області Російської Федерації.
Населення становить 104 особи. Входить до складу муніципального утворення Заолешенська сільрада.

## Історія
Населений пункт розташований на території українського етнічного та культурного краю Східна Слобожанщина.
Від 2004 року входить до складу муніципального утворення Заолешенська сільрада.
6 серпня 2024 року був зайнятий українськими військами.

## Населення
| 2002 | 2010 |
| ---- | ---- |
| 158  | ↘104 |

## Див.також
Бої в Курській області (серпень 2024)